# 中村紀子子
中村 紀子子（なかむら きねこ、1923年1月26日 - 2014年12月27日）は、日本の女性声優。東京都出身。アーツビジョンに所属していた。本名の高橋 紀子子名義で活動していた時期もある。

## 来歴
東京放送劇団に第1期生として1943年に入団。同期に巖金四郎、七尾伶子、加藤道子らがいた。劇団と並行してプロダクションTHGに所属後、アーツビジョンに移籍。
2014年12月27日に死去。91歳没。

## 人物
趣味・特技は卓球、スキー、旅行、登山。世界ベテラン卓球選手権で1位と2位になった経歴を持つ腕であった。

## 出演

### テレビドラマ
- 駅（1965年、NHK）
- 澪つくし（籐ヨシの女）（1985年、NHK）

### テレビアニメ
- レインボー戦隊ロビン（1966年、シゲコ）
- いなかっぺ大将（1971年）
- アルプスの少女ハイジ 総集編（1974年、おばあさん）
- 勇者ライディーン（1975年、猿丸の母）
- トム・ソーヤーの冒険（1980年、ケイト夫人）
- プロゴルファー猿（1982年、母[10]）
- 三国志II 天翔ける英雄たち（1986年、呉国大）
- エスパー魔美（1987年、静）
- 美味しんぼ（1989年 - 1992年、社長夫人、青沢の母、大原夫人〈2代目〉）
- ヤダモン（1992年、マナティ）

### 劇場アニメ
- エスパー魔美 星空のダンシングドール（1988年、静）

### OVA
- おざなりダンジョン 風の塔（1991年、老神官）

### 吹き替え

#### 映画
- エアポート'75
- 俺の墓標は立てるな（フローラ〈エラ・フィッツジェラルド〉）
- 回転（グロース夫人）
- 風と共に去りぬ（ピティパットおばさん）※日本テレビ旧録版
- 暗闇にベルが鳴る（マクヘンリー寮長〈マリアン・ウォルドマン〉）※フジテレビ版（BD収録）
- 黒水仙（シスター・フィッリッパ〈フローラ・ロブソン〉） ※TBS版
- コレクター（モガ・ウィッシュボーン）※NET版（現・テレビ朝日）
- 砂塵に血を吐け（キャロル・ブラウン）※フジテレビ版
- ザ・フォッグ
- ザ・フライ/ハエ男の恐怖（エマ〈キャスリーン・フリーマン〉） ※日本テレビ版
- サムソンとデリラ
- ジャンボ（ルル〈マーサ・レイ〉）
- タワーリング・インフェルノ（ポーラ・ラムジー市長夫人〈シーラ・アレン〉） ※フジテレビ版（日本語吹替音声追加収録版BDに収録）
- チャタレイ夫人の恋人（エヴァ〈エリザベス・スプリッグス〉） ※日本テレビ版
- ハリウッドにくちづけ（祖母）
- ハンボーン（ヒリー・ラドクリフ〈リリアン・ギッシュ〉） ※フジテレビ版
- プロヴァンスの秘密（母親）
- マーニー
- ランボー ※旧日本テレビ版
- レナードの朝（ロウ夫人）※DVD版
- ローマの休日

#### ドラマ
- ER緊急救命室（ルース・ジョンソン）
- 大草原の小さな家（ハリエット・ウィリアミナ・オルソン）
- 名探偵ポワロ ※NHK
  - 「24羽の黒つぐみ」（ヒル夫人）
  - 「死人の鏡」（バンダ・シェブニックス）

#### アニメ
- おしゃれキャット
- ホバディディック

### 特撮
- コメットさん（1967年、赤頭巾のおばあさんの声）

### ラジオドラマ
- 源氏物語『花散里』・『紫の上』（萩戸）

### ナレーション
- 私の秘密 ※三代目ナレーションを担当しており、顔は最終回以外一度も出さずに陰の声として出演